# اولترا جامپ
اولترا جامپ (ژاپنی: ウルトラジャンプ هپبورن: Urutora Janpu) عنوان یک ماهنامه سینن مانگا ژاپنی است که توسط انتشارات شوئیشا به چاپ می‌رسد. در اصل این مجله یک چاپ ویژه از هفته‌نامه ویکلی یانگ جامپ بود که اولین نسخه آن در سال ۱۹۹۵ منتشر شد. در ۱۹ اکتبر ۱۹۹۹، این چاپ ویژه تبدیل به یک نشریه جدید ماهنامه به نام اولترا جامپ گردید. عناوین مانگا در این مجله در قالب جلدهای تانکوبون با برچسب یانگ جامپ کامیک اولترا عرضه می‌شوند.